# La Montagne du temps
La Montagne du temps est le septième tome de la série de bande dessinée Les Mondes de Thorgal - Kriss de Valnor, écrit par Xavier Dorison et Mathieu Mariolle, dessiné par Fred Vignaux et mis en couleurs par Gaétan Georges, publié en 2017 aux éditions Le Lombard. L'album fait partie d'une série parallèle, Les Mondes de Thorgal, qui suit les aventures de personnages marquants de la série principale.

## Synopsis
Kriss de Valnor est toujours à la recherche de son fils Aniel. Accompagnée d'Akzo et Clay, elle cherche la « Montagne du temps » qui doit lui permettre de retrouver plus rapidement son fils. Alors que les gardiens de la montagne les contraignent à fuir dans des souterrains, le trio débouche dans un temple dans lequel se trouve une dague magique qui permet d'ouvrir successivement plusieurs brèches temporelles supposées permettre à Kriss de rejoindre son fils. 

C'est ainsi que les trois compagnons voyagent de brèche temporelle en brèche temporelle...
Dans le même temps, Jolan poursuit son combat contre l’empereur Magnus. Joril-le-sacré, le maître de justice, se présente à Jolan et lui apprend que Magnus et lui vont devoir s'affronter dans son arène lors d'un duel à mort sans arme, ni magie. Le but du maître de justice est s'épargner la vie de milliers d'innocents en faisant cesser la guerre, le camp du vaincu devant se soumettre à celui du vainqueur. Magnus ayant déjà accepté, Jolan relève le défi. 

Lors du combat, Jolan a l'occasion de tuer Magnus mais s'y refuse...

## Historique
La Montagne du temps est le premier album de la série dessiné par Fred Vignaux, qui prend la succession de Giulio De Vita (tomes 1 à 5) puis de Roman Surzhenko (tome 6). Comme pour toutes les tomes des Mondes de Thorgal, la couverture de l'album est réalisée par Grzegorz Rosiński, le créateur de la série principale.
L'album est tiré à 70 000 exemplaires pour sa première édition et, lors de sa sortie, le 10 novembre 2017, il entre en septième position dans le classement des ventes BD (hors mangas) du 6 au 12 novembre publié par Livres Hebdo,. En 2018, il s'est vendu à 55 000 exemplaires.

## Accueil critique
L'album a été bien accueilli :
- Pour Berthold, de Sceneario, « Cette nouvelle aventure, imaginée par Xavier Dorison et Mathieu Mariolle, tient toutes ses promesses » et le travail de Fred Vignaux « est vraiment remarquable, il n'y a rien à redire. Je le trouve même assez personnel, il donne envie d'en voir plus[5]. »
- Pour Ligne Claire : « Un bon point à Fred Vignaux pour son dessin qui n'a rien à envier à celui de ses prédécesseurs[6]. »
- Pour Frédéric Rabe, de Planète BD, il s'agit d'« un album (une fois encore) transitoire, baignant dans le fantastique »[7].

## Publication
- Édition originale : 48 pages, couverture de Grzegorz Rosiński, avec un cahier de recherches graphiques de 6 pages, Le Lombard, 2017 (DL 11/2017)  (ISBN 978-2803637027)[8],[9],[1].